# فرضیه رهاسازی نیمه‌شکارگران

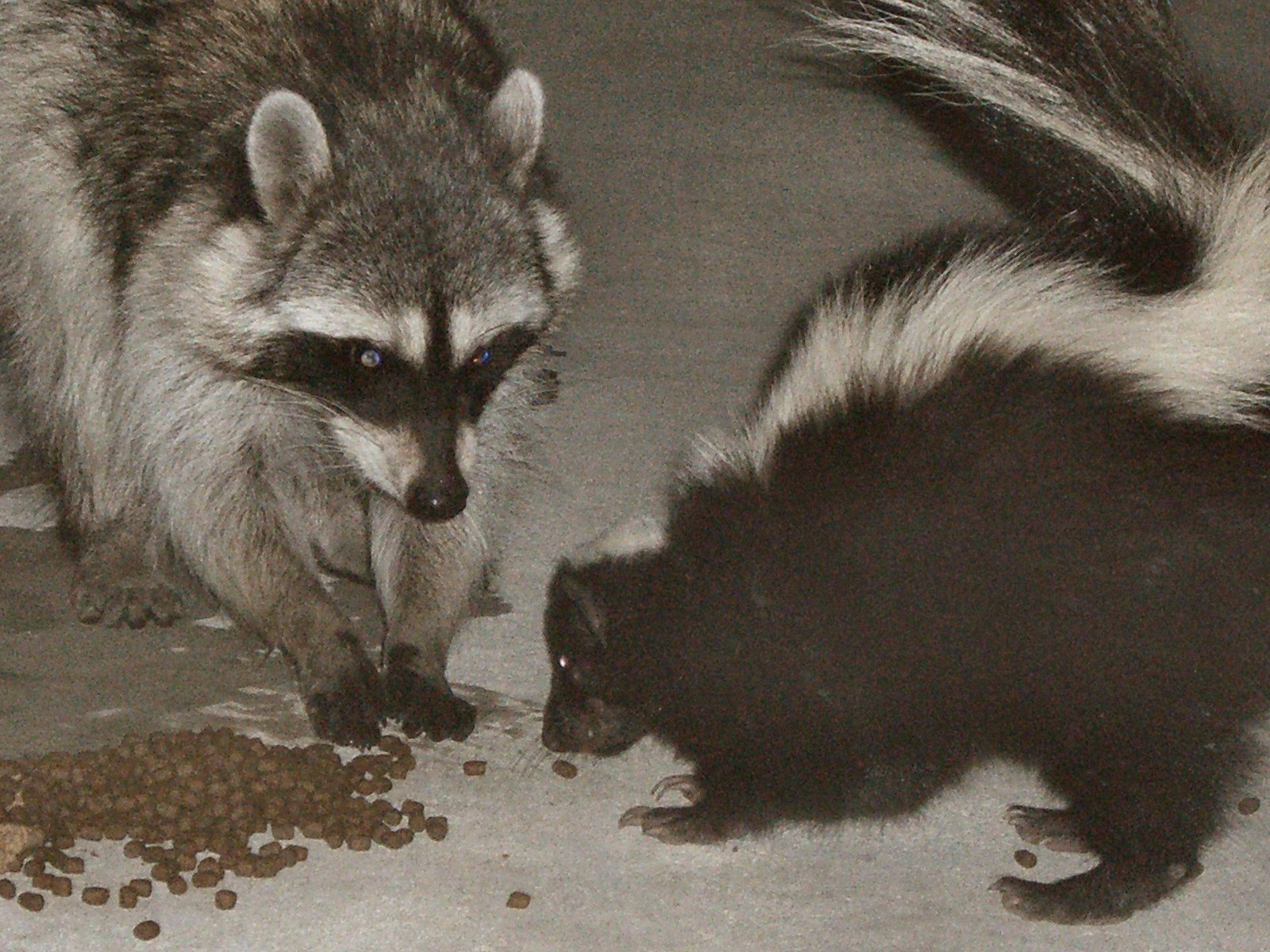
راکون‌ها (Procyon lotor) و اسکنک‌ها (Mephitis mephitis) نیمه‌شکارگر هستند. در اینجا آنها غذای گربه را در حیاط خلوت حومه شهر به اشتراک می‌گذارند.

فرضیه رهاسازی نیمه‌شکارگران میانی یا فرضیه رهاسازی شکارگران میانی (به انگلیسی: Mesopredator release hypothesis) یک نظریه بوم‌شناختی است که برای توصیف پویایی‌های جمعیتی مرتبط بین شکارگران راس و نیمه‌شکارگران در یک اکوسیستم استفاده می‌شود، به طوری که فروپاشی جمعیت اولی سبب افزایش چشمگیر جمعیت دومی می‌شود. این فرضیه پدیده آبشار پروردگی را در جوامع زمینی خاص توصیف می‌کند.
نیمه‌شکارگر یک شکارگر با جثه متوسط و سطح تغذیه‌ای متوسط است که هم شکار می‌کند و هم شکار می‌شود. به عنوان مثال می‌توان به راکون‌ها، اسکانک‌ها، مارها، سفره‌ماهی گاوی و کوسه‌های کوچک اشاره کرد.